# منتخب بنغلاديش تحت 23 سنة لكرة القدم
منتخب بنغلاديش تحت 23 سنة لكرة القدم (بالبنغالية: বাংলাদেশ জাতীয় অনূর্ধ্ব-২৩ ফুটবল দল) هو ممثل بنغلاديش الرسمي في المنافسات الدولية في كرة القدم في فئة كرة قدم تحت 23 سنة للرجال، يديريه اتحاد بنغلادش لكرة القدم.

## سجل المنافسة

### الألعاب الآسيوية
| سجل دورة الألعاب الآسيوية                | سجل دورة الألعاب الآسيوية | سجل دورة الألعاب الآسيوية | سجل دورة الألعاب الآسيوية | سجل دورة الألعاب الآسيوية | سجل دورة الألعاب الآسيوية | سجل دورة الألعاب الآسيوية | سجل دورة الألعاب الآسيوية | سجل دورة الألعاب الآسيوية |  |
| المضيف/السنة                             | النتيجة                   | المركز                    | لعب                       | فاز                       | تعادل                     | خسر                       | له                        | عليه                      |  |
| ---------------------------------------- | ------------------------- | ------------------------- | ------------------------- | ------------------------- | ------------------------- | ------------------------- | ------------------------- | ------------------------- |  |
| كرة القدم في الألعاب الآسيوية 2002       | مرحلة المجموعات           | 20/24                     | 3                         | 0                         | 0                         | 3                         | 1                         | 9                         |  |
| كرة القدم في دورة الألعاب الآسيوية 2006 ‏ | الجولة 2                  | 24/30                     | 3                         | 0                         | 0                         | 3                         | 2                         | 13                        |  |
| كرة القدم في دورة الألعاب الآسيوية 2010  | مرحلة المجموعات           | 24/24                     | 3                         | 0                         | 0                         | 3                         | 1                         | 10                        |  |
| كرة القدم في الألعاب الآسيوية 2014       | مرحلة المجموعات           | 20/29                     | 3                         | 1                         | 0                         | 2                         | 2                         | 5                         |  |
| 2018 Jakarta & Palembang                 | الجولة 16                 | 15/25                     | 4                         | 1                         | 1                         | 2                         | 3                         | 7                         |  |
| دورة الألعاب الآسيوية 2022               | TBA                       | TBA/TBA                   | 0                         | 0                         | 0                         | 0                         | 0                         | 0                         |  |
| الاجمالي                                 | 5/5                       | -                         | 16                        | 2                         | 1                         | 13                        | 9                         | 44                        |  |

### ألعاب جنوب آسيا
| ألعاب جنوب آسيا 2004 ‏ | مرحلة المجموعات |
| ألعاب جنوب آسيا 2006 ‏ | مرحلة المجموعات |
| ألعاب جنوب آسيا 2010 ‏ | ذهبية           |
| ألعاب جنوب آسيا 2016 ‏ | برونزية         |
| 2019 Kathmandu        | TBA             |